# Beyond Skin
Az 1999-es Beyond Skin Nitin Sawhney negyedik nagylemeze. Az album elsősorban az atomfegyverekkel foglalkozik. Sawhney úgy fogalmazott, hogy az album „fordított kronológiai sorrenddel bír”. A Broken Skin nyitódal az indiai-pakisztáni nukleáris helyzetről, a Beyond Skin záródal pedig egy Robert Oppenheimer-idézettel ér véget, aki a Bhagavad-gítát idézi: „Most én lettem a halál, a világok elpusztítója.”
Az album szerepel az 1001 lemez, amit hallanod kell, mielőtt meghalsz című könyvben.

## Az album dalai
|     | Cím                   | Szerző(k)                        | Hossz |
| --- | --------------------- | -------------------------------- | ----- |
| 1.  | Broken Skin           | Sanchita Farruque, Nitin Sawhney | 4:05  |
| 2.  | Letting Go            | C. S. Gray, Sawhney              | 4:49  |
| 3.  | Homelands             | Nina Miranda, Sawhney            | 6:00  |
| 4.  | The Pilgrim           | Sawhney, Hussain Yoosuf          | 4:29  |
| 5.  | Tides                 | Sawhney                          | 5:06  |
| 6.  | Nadia                 | Sawhney                          | 5:05  |
| 7.  | Immigrant             | Sawhney                          | 6:21  |
| 8.  | Serpents              | Sawhney                          | 6:17  |
| 9.  | Anthem Without Nation | Sawhney                          | 5:48  |
| 10. | Nostalgia             | Sawhney                          | 3:41  |
| 11. | The Conference        | Sawhney                          | 2:53  |
| 12. | Beyond Skin           | Sawhney                          | 3:48  |